# Perris
Perris és una població dels Estats Units a l'estat de Califòrnia. Segons el cens del 2010 tenia 68.386 habitants.

## Demografia
Segons el cens del 2000, Perris tenia 46.600 habitants, 9.652 habitatges, i 8.117 famílies. La densitat de població era de 445,4 habitants/km².
Dels 9.652 habitatges en un 56,8% hi vivien nens de menys de 18 anys, en un 58,2% hi vivien parelles casades, en un 18,8% dones solteres, i en un 15,9% no eren unitats familiars. En el 12,2% dels habitatges hi vivien persones soles el 4,5% de les quals corresponia a persones de 65 anys o més que vivien soles. El nombre mitjà de persones vivint en cada habitatge era de 3,73 i el nombre mitjà de persones que vivien en cada família era de 4.
Per edats la població es repartia de la següent manera: un 39,6% tenia menys de 18 anys, un 9,9% entre 18 i 24, un 30,8% entre 25 i 44, un 13,5% de 45 a 60 i un 6,2% 65 anys o més.
L'edat mediana era de 25 anys. Per cada 100 dones de 18 o més anys hi havia 92,2 homes.
La renda mediana per habitatge era de 35.522 $ i la renda mediana per família de 36.063 $. Els homes tenien una renda mediana de 31.891 $ mentre que les dones 24.634 $. La renda per capita de la població era d'11.425 $. Entorn del 18,1% de les famílies i el 20,4% de la població estaven per davall del llindar de pobresa.

## Poblacions més properes
El següent diagrama mostra les poblacions més properes.